# A Limia
A Limia és una comarca de Galícia situada al sud de la província d'Ourense. Limita amb A Baixa Limia i amb la comarca de Verín a l'oest, amb la Terra de Caldelas al nord-est, amb la comarca d'Allariz-Maceda a l'est, i amb el districte de Vila Real (Portugal) al sud. Rep el seu nom del riu Limia.

## Municipis
En formen part els municipis de:
- Baltar
- Os Blancos
- Calvos de Randín
- Porqueira
- Rairiz de Veiga
- Sandiás
- Sarreaus
- Trasmiras
- Vilar de Barrio
- Vilar de Santos
- Xinzo de Limia

## Evolució demogràfica
| 1842 | 1857   | 1860   | 1877   | 1887   | 1900   | 1910   | 1920   |
| ---- | ------ | ------ | ------ | ------ | ------ | ------ | ------ |
| -    | 33.717 | 34.258 | 36.341 | 37.034 | 37.336 | 39.452 | 38.548 |

| 1930   | 1940   | 1950   | 1960   | 1970   | 1981   | 1996 | 1998 |
| ------ | ------ | ------ | ------ | ------ | ------ | ---- | ---- |
| 39.871 | 43.102 | 44.496 | 41.839 | 40.428 | 38.996 | -    | -    |

| 2000   | 2002 | 2004 | 2006 | 2008 | 2010   | 2012 | 2014 |
| ------ | ---- | ---- | ---- | ---- | ------ | ---- | ---- |
| 25.232 | -    | -    | -    | -    | 23.614 | -    | -    |